# پرالخس
پرالخس (به اسپانیایی: Peralejos) یک شهرستان در اسپانیا است که در استان تروئل واقع شده‌است.

## خصوصیات
پرالخس ۳۵ کیلومترمربع مساحت و ۸۵ نفر جمعیت دارد.